# Jo Leemans
Jo Leemans, artiestennaam van Josephine Leemans-Verbustel (Mechelen, 13 augustus 1927) is een Belgische zangeres die in de jaren vijftig de titel "de Vlaamse Doris Day" verkreeg. Haar artiestennaam dankt ze aan haar huwelijk met acteur Marc Leemans (1925-2015).

## Biografie
Ze was een levendige tiener, maar een met een erg zwakke gezondheid (kinderverlamming toen ze drie was). Haar gezondheid zou haar het hele leven parten spelen. Zo moest ze haar studies aan het conservatorium afbreken wegens een opstoot van polio.
In 1953 kwam ze terecht bij de NIR ook via haar huwelijk met Marc Leemans van het dramatisch gezelschap van de radio. Langzaam maar zeker begon ze daar naam te maken als zangeres : voor de orkesten van Francis Bay en Fernand Terby werkt ze zich door het repertoire en de klassiekers van die tijd. Haar glorieperiode als zangeres loopt van het midden van de jaren vijftig (ze debuuteerde op plaat met Heimwee in 1954) tot begin de jaren zestig, in een wereld van showorkesten, Canzonissima, en een generatie zangers en zangeressen als La Esterella, Jetty Gitari, Will Ferdy, Bobbejaan Schoepen en Bob Benny.
Hits die ze scoorde in de nationale hitparade waren de evergreen Que Sera, Sera (Whatever Will Be, Will Be) (amper een maand nadat Doris Day een nummer één hit had met dat lied stond Jo Leemans op dezelfde plaats met een Nederlandse vertaling, in december 1956), Heel Mijn Hart (ook een nummer 1-hit, in 1957), Lazarella (nº 11), Marjoleintje (nº 3), Ik ben verliefd op heel de wereld (nº 13), en Diep in mijn hart (nº 7 in 1960). Andere songs die ze rekent onder haar favorieten zijn Ware Liefde (True Love van Cole Porter), Als sterren flonk'rend aan de hemel staan, Weet je nog wel, die avond in de regen en Lieve Jo (Hold'em Joe).
Leemans bouwde ook een carrière op als presentatrice bij radio en televisie. Zo presenteerde ze in 1963 op de Nederlandse AVRO-televisie het programma Scala, waarin zij onder anderen Danny Kaye en Erroll Garner ontving.
In 1973 verliet ze Vlaanderen voor Benidorm wegens gezondheidsredenen, waar ze tot 1990 bleef wonen, omringd door drie honden en 28 katten. Na haar terugkeer in 1990 hernam ze echter al snel haar positie op de radio (met 78-toeren tijd, De tafel van Jo en Jo (met Jo de Poorter op Studio Brussel), Weet je nog wel, Het Spiegelpaleis ...).
In 1989 speelt ze ook mee in de Vtm reeks Benidorm (1989) als Mariette.
In 2001 werd ze samen met Will Ferdy opgenomen in de Radio 2 eregalerij voor een leven vol muziek.
In mei 2009 heeft Jo de hoofdrol toegezegd voor de kortfilm My Donna van filmmaker Nicolaas Rahoens. Een rol die ze samen met Will Ferdy op bewonderenswaardige manier vertolkte. Het filmpje kaapte op het Beneluxfilmfestival drie prijzen weg waaronder de prijs van de beste acteur/actrice voor Jo Leemans. Op het Red Rock Filmfestival te Utah (VS) verkreeg het de eerste prijs voor de Grand Jury Best Experimental Narrative Short.
Ondanks haar gevorderde leeftijd blijft ze erg actief en wordt nog altijd graag gezien en gerespecteerd in heel Vlaanderen. In december 2012 speelde ze mee in de Samson en Gert kerstshow van Studio 100.
Huidig (anno 2022):
Luc Appermont · Cara Cobbaert · Anja Daems · Sandra Deakin · Karolien Debecker · Kim Debrie · Peter De Groot · Lars De Groote · Guy De Pré · Chris Dusauchoit · Dirk Ghijs · Peter Hermans · Wouter Landuyt · Filip Ledaine · Daan Masset · Caren Meynen · Sven Pichal · Marc Pinte · Harald Scheerlinck · Siska Schoeters · Benjamien Schollaert · Showbizz Bart · Sharon Slegers · Jo Van Damme · Niels Vandeloo · Sonny Vanderheyden · Cathérine Vandoorne · Christel Van Dyck · Ruben Van Gucht · Iris Van Hoof · Vanessa Vanhove · Britt Van Marsenille · David Van Ooteghem · Peter Verhulst · Dirk Vlaeyen · Pascal Vranckx · Albrecht Wauters
Voormalig:
Luk Alloo · Johan Anthierens · Nand Baert · Erik Baeyens · Wim Bary · Jos Baudewijn · Flor Berckenbosch · Marcel Beerten · Wilfried Bertels · Marc Brillouet · Els Broeckmans · Fred Brouwers · Edwin Brys · Ro Burms · Walter Capiau · Annemie Coppieters · Harry Creemers · Karel Daerden · Christoff · Conny De Boos · Hein Decaluwé · Jessie De Caluwe · Jo met de Banjo · Gust De Coster · Martin De Jonghe · Paula De Meulder · Els De Vuyst · Frank Dingenen · Michel Follet · Jacky Geerts · Jos Ghysen · Margriet Hermans · Irene Houben · Michel Ilsen · Rita Jaenen · Chris Jonckers · Tante Kaat · Luk de Laat · Jo Leemans · Leki · Kathy Lindekens · Kris Luyten · Micha Marah · Betty Mellaerts · Kaat Mendonck · Freek Neirynck · Line Ooms · Sven Ornelis · Katrien Palmers · Gerard Pollet · Julien Put · Hugo Raspoet · Niko Reynaert · Luk Saffloer · Karel Segers · Lennart Segers · Lutgart Simoens · Rudi Sinia · Dirk Somers · Dré Steemans · Jan Theys · Gene Thomas · Wiet Van Broeckhoven · Marc Van den Hoof · Dieter Vandepitte · Karin Van den Berghe · Thomas Van der Spiegel · Kurt Van Eeghem · Wim Van Gansbeke · Els Van Herzeele · Ilse Van Hoecke · Bert Van Molle · Jan Van Rompaey · Paula Van Wilder · Louis Verbeeck · Karel Vereertbruggen · Herwig Verhovert · Luc Verschueren · Johan Verstreken · Tom Vossen · Eddy Wally · Niels William · Edwin Ysebaert · Zaki